# Nordische Skiweltmeisterschaften 1958/Skilanglauf Frauen
Bei den Nordischen Skiweltmeisterschaften 1958 kam es bei den Langlauf-Bewerben der Frauen zu folgenden Einzelergebnissen:

## 10 km
| Platz       | Startnr. | Sportlerin             | Zeit [min] |
| ----------- | -------- | ---------------------- | ---------- |
| 1           | 18       | Alewtina Koltschina    | 44:49,0    |
| 2           | 25       | Ljubow Kosyrewa        | 45:28,2    |
| 3           | 24       | Siiri Rantanen         | 46:02,8    |
| 4           | 26       | Radja Jeroschina       | 46:21,8    |
| 5           | 2        | Jewdokija Smirnowa     | 47:01,5    |
| 6           | 17       | Marija Gussakowa       | 47:01,9    |
| 7           | 21       | Toini Mikkola-Pöysti   | 47:02,5    |
| 8           | 12       | Jewdokija Mekschilo    | 47:24,9    |
| 9           | 14       | Eva Hög                | 47:30,1    |
| 10          | 6        | Märta Norberg          | 47:53,7    |
| 11          | 29       | Sonnhilde Kallus       | 47:55,7    |
| 12          | 30       | Józefa Peksa-Konopka   | 48:05,6    |
| 13          | 27       | Pirkko Korkee          | 48:17,3    |
| 14          | 4        | Maija Holma            | 48:29,3    |
| 15          | 3        | Barbro Martinsson      | 48:29,9    |
| 16          | 7        | Stefania Biegun        | 48:55,9    |
| 17          | 19       | Christa Göhler         | 48:57,0    |
| 18          | 33       | Irma Johansson         | 49:17,6    |
| 19          | 32       | Rita Czech-Blasel      | 49:20,3    |
| 20          | 13       | Anna-Lisa Eriksson     | 49:20,4    |
| 21          | 20       | Maria Gąsienica Bukowa | 49:21,6    |
| 22          | 31       | Sonja Edström          | 49:55,6    |
| 23          | 22       | Rakel Wahl             | 49:57,9    |
| 24          | 9        | Ingrid Wigernæs        | 50:23,8    |
| 25          | 28       | Eva Benešová           | 50:36,6    |
| 26          | 1        | Zofia Krzeptowska      | 51:05,8    |
| 27          | 8        | Anna Fialová           | 52:13,5    |
| 28          | 11       | Anja Porkka            | 52:48,6    |
| 29          | 15       | Gina Regland-Sigstad   | 53:44,7    |
| 30          | 23       | Mara Rekar             | 53:54,5    |
| 31 (letzte) | 5        | Renate Borges          | 54:16,4    |
| DNF         | 10       | Elfriede Spiegelhauer  | -          |
| DNS         | 16       | Libuše Patočková       | -          |

Datum: Mittwoch, 5. März 1958;
Teilnehmer: 33 genannt; 32 gestartet; 31 gewertet;

## 3 × 5-km-Staffel
| Platz | Startnr. | Land             | Sportlerinnen                                               | Etappenzeit [min]       | Rang Etappe | Zeit [min] Wächsel | Platz Wächsel | Zeit [h]  |
| ----- | -------- | ---------------- | ----------------------------------------------------------- | ----------------------- | ----------- | ------------------ | ------------- | --------- |
| 1     | 6        | Sowjetunion      | Radja Jeroschina Alewtina Koltschina Ljubow Kosyrewa        | 19:25,6 19:29,9 19:36,9 | 1 1         | 19:25,6 38:55,5    | 1 1           | 0:58:32,4 |
| 2     | 4        | Finnland         | Toini Mikkola-Pöysti Pirkko Korkee Siiri Rantanen           | 19:52,3 20:11,8 20:09,9 | 2 2         | 19:52,3 40:04,1    | 2 2           | 1:00:14,0 |
| 3     | 5        | Schweden         | Märta Norberg Irma Johansson Sonja Edström                  | 21:19,3 20:24,8 20:14,4 | 3 3         | 21:19,3 41:44,1    | 3 3           | 1:01:58,5 |
| 4     | 7        | Polen            | Maria Gąsienica Bukowa Stefania Biegun Józefa Peksa-Konopka | 21:26,3 20:42,8 21:14,7 | 5 4 4       | 21:26,3 42:09,1    | 5 4           | 1:03:23,8 |
| 5     | 2        | Tschechoslowakei | Libuše Patočková Anna Fialová Eva Benešová                  | 21:14,9 21:35,1 21:28,3 | 4 5 5       | 21:14,9 42:50,0    | 4 5           | 1:04:18,3 |
| 6     | 3        | DDR              | Christa Göhler Elfriede Spiegelhauer Sonnhilde Kallus       | 22:12,0 21:53,0 21:36,7 | 6 6         | 22:12,0 44:05,0    | 6 6           | 1:05:41,7 |
| 7     | 1        | Norwegen         | Rakel Wahl Gina Regland Ingrid Wigernæs                     | 22:27,2 21:55,9 22:05,6 | 7 7         | 22:27,2 24:53,1    | 7 7           | 1:06:28,7 |

Datum: 7. März 1958